# Syneta
Syneta is een geslacht van kevers uit de familie bladkevers (Chrysomelidae).
De wetenschappelijke naam van het geslacht werd in 1835 gepubliceerd door Pierre François Marie Auguste Dejean.

## Soorten
- Syneta betulae Fabricius, 1792